# Печелившите числа
„Печелившите числа“ (на английски: Lucky Numbers) е черна комедия от 2000 г. на режисьора Нора Ефрон, по сценарий на Адам Ресник. Във филма участват Джон Траволта, Лиса Кудроу, Тим Рот, Ед О'Нийл, Майкъл Рапапорт и Бил Пулмън.

## Актьорски състав
| Актьор           | Роля                               |
| ---------------- | ---------------------------------- |
| Джон Траволта    | Ръс Ричардс                        |
| Лиса Кудроу      | Кристал Латрой                     |
| Тим Рот          | Гиг, собственик на стрийптийз клуб |
| Ед О'Нийл        | Дик Симънс                         |
| Майкъл Рапапорт  | Дейл                               |
| Майкъл Мур       | Уолтър                             |
| Бил Пулмън       | Детектив Пат Лейкууд               |
| Дарил Мичъл      | Детектив Чамбърс                   |
| Ричард Шиф       | Джери Грийн                        |
| Каролин Арън     | Сестра Шарплинг                    |
| Сам Макмъри      | Вожд Троутман                      |
| Майкъл Уестън    | Лари                               |
| Мария Бамфорд    | Уенди Фосет                        |
| Джон Ф. О'Донохю | Боби                               |
| Колин Мокри      | Джак                               |
| Джак Фриц        | Сам                                |
| Кен Дженкинс     | Дан Шъф                            |

## Саундтрак
Списък с филми
1. „Light of Day“ – Joan Jett and the Blackhearts
2. „Obsession“ – Animotion
3. „Right Place, Wrong Time“ – Доктор Джон
4. „Easy Money“ – Рики Лий Джоунс
5. „Heaven's on Fire“ – Кис
6. „Rapture“ – Блонди
7. „Freeze Frame“ – The J. Geils Band
8. „Love is the Drug“ – Грейс Джоунс
9. „We Are the Champions“ – Куийн
10. „My Way“ – Джими Росели
11. „My Big Reward“ – Joan Jett and the Blackhearts
12. „Lucky Numbers“ – Джордж Фентън